# Mikon Munasaari
Mikon Munasaari är en ö i Finland. Den ligger i sjön Hiisjärvi och i kommunen Nyslott i  landskapet Södra Savolax, i den sydöstra delen av landet, 290 km nordost om huvudstaden Helsingfors. Öns area är 0,1 hektar och dess största längd är 50 meter i öst-västlig riktning.